# Espai homogeni

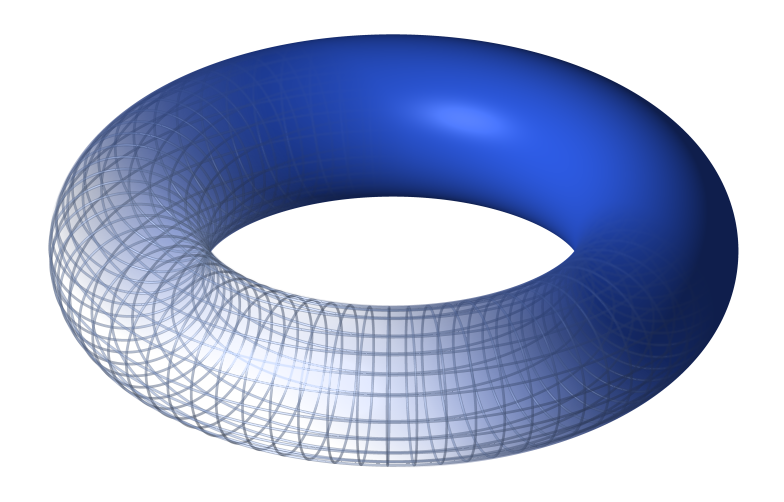
Un tor. El tor estàndard és homogeni pels seus grups de difeomorfismes i d'homeomorfismes, i el tor pla és homogeni pels seus grups de difeomorfismes, d'homeomorfismes i d'isomorfismes.

En matemàtiques, i en particular en les teories de grups de Lie, grups algebraics i grups topològics, un espai homogeni per a un grup G és una varietat no buida o un espai topològic X sobre el qual G actua de forma transitiva. Hom diu que els elements de G són les simetries d'X. Un cas especial d'aquesta definició es té quan el grup G en qüestió és el grup d'automorfismes de l'espai X (aquí, "grup d'automorfismes" pot significar grup d'isometries, grup de difeomorfismes o grup d'homeomorfismes). En tal cas, X és homogeni si, intuïtivament, X té el mateix aspecte localment en cada punt, ja sigui en el sentit d'una isometria (geometria rígida), d'un difeomorfisme (geometria diferencial) o d'un homeomorfisme (topologia). Alguns autors insisteixen en què l'acció de G ha de ser fidel (els elements diferents de la identitat actuen de manera no trivial), encara que aquest article no fa aquesta suposisió. Així, existeix una acció de grup de G sobre X que es pot pensar com preservadora de certa "estructura geomètrica" sobre X en una sola G-òrbita.

## Definició formal
Sigui X un conjunt no buit, i sigui G un grup. Llavors hom diu que X és un G-espai si està dotat d'una acció de G sobre X. Notem que, de forma automàtica, G actua per automorfismes (bijeccions) sobre el conjunt. Si, a més, X pertany a una certa categoria, llavors els elements de G actuen com automorfismes sobre la mateixa categoria. Així, les aplicacions sobre X que reben l'acció de G conserven l'estructura. Un espai homogeni és un G-espai sobre el qual G actua de manera transitiva.
En resum, si X és un objecte de la categoria C, llavors l'estructura d'un G-espai és un homomorfisme:
{\displaystyle \rho :G\to \mathrm {Aut} _{\mathbf {C} }(X)}
en el grup d'automorfismes de l'objecte X en la categoria C. El parell (X, ρ) defineix un espai homogeni, sempre que ρ(G) sigui un grup transitiu de simetries de l'espai subjacent d'X.

### Exemples d'espais homogenis
Per exemple, si X és un espai topològic, llavors els elements del grup actuen com a homeomorfismes sobre X. L'estructura d'un G-espai és un homomorfisme de grups ρ : G → Homeo(X) en el grup d'homeomorfismes d'X.
De manera semblant, si X és una varietat diferenciable, llavors els elements són difeomorfismes. L'estructura d'un G-espai és un homomorfisme de grups ρ : G → Difeo(X) en el grup de difeomorfismes d'X.
Els espais simètrics riemannians són una classe important d'espais homogenis, i inclouen molts dels exemples següents.
Alguns exemples d'espais homogenis són:
Grups d'isometria
- Amb curvatura positiva:

1. L'esfera (grup ortogonal): {\displaystyle S^{n-1}\cong \mathrm {O} (n)/\mathrm {O} (n-1)}
2. L'esfera orientada (grup ortogonal especial): {\displaystyle S^{n-1}\cong \mathrm {SO} (n)/\mathrm {SO} (n-1)}
3. L'espai projectiu (grup ortogonal projectiu): {\displaystyle \mathrm {P} ^{n-1}\cong \mathrm {PO} (n)/\mathrm {PO} (n-1)}

- Plans (amb curvatura zero):

1. L'espai euclidià (grup euclidià): An ≅ E(n)/O(n)

- Amb curvatura negativa:

1. L'espai hiperbòlic (grup de Lorentz d'ortocrones, corresponent al model de l'hiperboloide): Hn ≅ O+(1, n)/O(n)
2. L'espai hiperbòlic orientat: SO+(1, n)/SO(n)
3. L'espai anti de Sitter: AdSn+1 = O(2, n)/O(1, n)

Altres
- L'espai afí (pel grup afí): An = Aff(n, K)/GL(n, k).
- El grassmannià: {\displaystyle \mathrm {Gr} (r,n)=\mathrm {O} (n)/(\mathrm {O} (r)\times \mathrm {O} (n-r))}

## Geometria
Des del punt de vista del programa d'Erlangen, hom podria entendre que "tots els punts són el mateix", en la geometria d'X. Això era cert per essencialment totes les geometries proposades abans de la geometria riemanniana, a meitats del segle xix.
Així, per exemple, l'espai euclidià, l'espai afí i l'espai projectiu són espais homogenis pels seus respectius grups de simetria. El mateix és cert per als models trobats de geometria no euclidiana de curvatura constant, com l'espai hiperbòlic.
Un altre exemple clàssic és l'espai de rectes de l'espai projectiu tridimensional (equivalentment, l'espai de subespais bidimensionals en un espai vectorial de quatre dimensions). Es pot demostrar que GL₄ actua de manera transitiva sobre aquest espai. Hom pot parametritzar aquestes rectes mitjançant coordenades de recta: menors 2×2 de la matriu 4×2 les columnes de la qual són dos vectors de la base del subespai. La geometria de l'espai homogeni resultant és la geometria de rectes de Julius Plücker.

## Espais homogenis com a classes laterals
En general, si X és un espai homogeni, i Ho és l'estabilitzador d'un punt o de X (una elecció de l'origen), els punts d'X corresponen a les classes laterals per l'esquerra G/Ho, i el punt escollit o correspon a les classes laterals de la identitat. Recíprocament, donat un espai de classes laterals G/H, és un espai homogeni per a G amb un punt distingit, que és la classe lateral de la identitat. Així, hom pot pensar que un espai homogeni és un espai de classes laterals sense l'elecció d'un origen.
En general, si s'escull un altre origen o, tindrem un quocient de G per un subgrup diferent Ho′, relacionat amb Ho mitjançant un automorfisme interior de G. Més específicament,

| {\displaystyle H_{o'}=gH_{o}g^{-1}} | \| \| \| \| \| \| \| \| | (1) |
|                                     |                         |     |
|                                     |                         |     |
on g és qualsevol element de G pel qual go = o'. Notem que l'automorfisme interior (1) no depèn de quin g s'esculli; només depèn de g mòdul Ho.
Si l'acció de G sobre X és contínua, llavors G és un subgrup tancat de G. En particular, si G és un grup de Lie, llavors G és un subgrup de Lie pel teorema de Cartan. Per tant, G/H és una varietat suau, i X està dotat d'una única estructura suau compatible amb l'acció de grup.
Si G és el subgrup identitat {e}, llavors X és un espai homogeni principal.

## Exemple
Per exemple, en el cas de la geometria de rectes, podem identificar H com un subgrup de dimensió 12 del grup lineal general de dimensió 16, GL(4), definit per aquestes condicions sobre les entrades de la matriu
h13 = h14 = h23 = h24 = 0,
buscant l'estabilitzador del subespai general pels primers dos vectors de la base estàndard. Això mostra que X té dimensió 4.
Com que les coordenades homogènies donades pels menors són 6, això significa que aquestes coordenades no són independents les unes de les altres. De fet, aquests 6 menors estan relacionats mitjançant una única expressió quadràtica, que ja era coneguda pels geòmetres del segle xix.
Aquest exemple fou el primer exemple conegut d'un grassmannià diferent d'un espai projectiu. Existeixen molts altres espais homogenis dels grups lineals clàssics, d'ús comú en matemàtiques.

## Espais vectorials prehomogenis
La idea d'un espai vectorial prehomogeni fou introduïda per Mikio Sato.
Es tracta d'un espai vectorial de dimensió finita V amb una acció de grup d'un grup algebraic G, tal que existeix una òrbita de G que és oberta per la topologia de Zariski (i, per tant, densa). Un exemple és GL(1) actuant sobre un espai unidimensional.
Aquesta definició és més restrictiva del que sembla inicialment: aquests espais tenen algunes propietats destacades, i existeix una classificació d'espais vectorials prehomogenis, llevat d'una transformació coneguda com a castling.

## Espais homogenis en física
La cosmologia que utilitza la teoria general de la relativitat fa un ús del sistema de classificació de Bianchi. Els espais homogenis en relativitat representen la part espacial de mètriques per a alguns models cosmològics; per exemple, els tres casos de la mètrica FLRW es poden representar com a subconjunts dels tipus de Bianchi I (pla), V (obert), VII (pla o obert) i IX (tancat), mentre que l'univers mixmaster representa un exemple anisotròpic d'una cosmologia de tipus de Bianchi IX.
Un espai homogeni de dimensió N admet un conjunt de {\displaystyle {\tfrac {1}{2}}N(N+1)} vectors de Killing. Per al cas tridimensional, això dona un total de 6 vectors de Killing linealment independents; els 3-espais homogenis tenen la propietat de què es poden emprar combinacions lineals d'aquests vectors per trobar espais vectorials de Killing no-nuls arreu {\displaystyle \xi _{i}^{(a)}},
{\displaystyle \xi _{[i;k]}^{(a)}=C_{\ bc}^{a}\xi _{i}^{(b)}\xi _{k}^{(c)}}
on l'objecte {\displaystyle C_{\ bc}^{a}}, les "constants d'estructura", forma un tensor d'ordre 3 antisimètric constant en els seus dos índexs inferiors (en el primer membre, els claudàtors simbolitzen l'antisimetria i ";" representa la derivada covariant). En el cas d'un univers isotròpic pla, una possibilitat és {\displaystyle C_{\ bc}^{a}=0} (tipus I), però en el cas d'un univers FLRW tancat, {\displaystyle C_{\ bc}^{a}=\varepsilon _{\ bc}^{a}} on {\displaystyle \varepsilon _{\ bc}^{a}} és el símbol de Levi-Civita.